# Abudwak (stad)
Abudwak (ook: Abduuch, Abduuk, Abduwak, Abudwaq, Abutwaq, Cabudwaaq, Caabudwaaq, Cabuud Waaq, Caabuduwaaq)
is een stad in de regio Galguduud in Somalië. Het is de hoofdstad van het district Abudwak en het voornaamste handelscentrum in Galguduud. De stad ligt ongeveer 20 km ten westen van de snelweg die het noordelijk deel van het land met het zuiden verbindt. De stad ligt zeer dicht bij de grens met Ethiopië en wordt door Google Maps abusievelijk zelfs in Ethiopië geplaatst.
Klimaat: Abudwak heeft een aride steppeklimaat. De gemiddelde jaartemperatuur is 27,2°C. April is de warmste maand, gemiddeld 28,7°C; januari is het koelste, gemiddeld 25,9°C. De jaarlijkse regenval bedraagt ca. 209 mm (ter vergelijking: Nederland ca. 800 mm). Er zijn twee duidelijke droge seizoenen: van december t/m maart en juni t/m september, en twee regenseizoenen, april-mei en oktober-november. Bijna alle regen in het jaar valt in april, mei en oktober, een kleine 60 mm per maand.